# Rakottyástelep
Rakottyástelep (románul: Răchitiș) falu Romániában, Bákó megyében.

## Fekvése
A Tarkő-hegységben, Gyimesbükktől északra, a Bálványos patak mellett fekvő szórványtelepülés.

## Nevének eredete
A Rakottya székely szó, jelentése bokor.

## Története
A falu lakossága a 19. század végén települt ide. 1956-ig Gyimesbükk része volt, ekkor vált önállóvá.

## Lakossága
Nemzetiségi megoszlás: 1910-ben 224 lakosa volt, ebből 150 román, 73 magyar, 1 német. A második világháborút követően magyar lakossága leköltözött a faluból Gyimesbükkre. 2002-ben 311 román lakta.
Érdekes adatok találhatók a statisztikákban Rakottyás-telep lakói felekezeti megoszlásának alakulásáról: 1910-ben 224 főnyi összlakosságból 163 görögkatolikus volt, római katolikus 55, református 5, evangélikus 1, ortodox (azaz görögkeleti) egy sem. –  Az 1992-es statisztikában csupán három felekezet szerepel: a település 290 lakójából 269 ortodox, 17 görögkatolikus, 5 római katolikus.
Első elemi iskoláját az  Erdélyi Magyar Közművelődési Egyesület (EMKE)  alapította 1894/1895-ben.
A lakosság fő jövedelemforrása mind a mai napig a fafeldolgozás és az állattenyésztés.